# Гюреш, Юмитджан
Юмитджан Гюреш (тур. Ümitcan Güreş; род. 24 июня 1999, Стамбул) — турецкий пловец. Участник чемпионатов мира и Олимпийских игр. Специализируется в плавании баттерфляем.

## Биография
Юмитджан Гюреш родился 24 июня 1999 года.

## Карьера
Юмитджан Гюреш занял второе место на дистанции 100 метров баттерфляем на открытом чемпионате Турции 2016 года. В том же году он выступил на чемпионате Европы среди юниоров в Венгрии, где стал 32-м на дистанции 50 метров баттерфляем, 14-м в дисциплине вдвое длиннее. Он также выступил на «стометровке» вольным стилем, но стал лишь 62-м в квалификации. Также не вышел в полуфинал на самой короткой дистанции. Участвовал в эстафетах, но не вышел в финал.
На чемпионате Европы среди юниоров 2017 года Гюрен выиграл золото на дистанции 50 метров баттерфляем и стал седьмым на «стометровке». В том же году на чемпионате мира он пробился в финалы этих же дисциплин и занял пятое и восьмое места, соответственно.
На чемпионате Турции на короткой воде 2017 завоевал три золотые медали на всех состязаниях в стиле баттерфляй.
На чемпионате Европы 2018 годы в Глазго стал 41-м на 50-метровой дистанции на спине, также не смог пробиться дальше первого раунда на баттерфляйных дистанциях 100 и 50 метров. На чемпионате мира на короткой воде в Китае он стал 17-м на 100 м баттерфляем и 12-м (в полуфинале) на дистанции вдвое короче. Также он участвовал в эстафете.
На чемпионате мира 2019 в Кванджу не сумел преодолеть первый раунда ни в одной дисциплине (50 и 100 метров баттерфляем и в эстафетах). В том же году на чемпионате Европы на короткой воде в Великобритании стал бронзовым призёром на 50 м баттерфляем и четвёртым на дистанции 100 метров.
На чемпионате Европы 2020 года, который состоялся в 2021, Гюреш стал 21-м и 20-м на 50 и 100 м баттерфляем, соответственно, не пробившись в полуфинал.
Получил право участвовать от Турции на летних Олимпийских играх 2020 года в Токио.